# 廣州市第三巴士
廣州市第三巴士有限公司（简称第三巴士）是一间由廣州市第三公共汽車公司、廣州珍寶巴士有限公司和广州市白马巴士有限公司为整合巴士资源而出资成立的空壳公司，成立于2007年，后在2020年4月注销。

## 历史
2007年，广州市区各种资本性质的公交企业达到14家。为了解決公交企業的惡性競爭及巴士公司數量日增的問題，广州市交通委员会決定開始整合巴士資源，于是三汽公司与珍寶巴士和白马巴士共同出资，成立名为广州市第三巴士有限公司的空壳公司（三汽公司占50%，珍宝巴士占40%，白马巴士占10%）。
2007年11月開始，三间公司的巴士车身涂装被统一要求使用原三汽公司的涂装（在原有近乎全綠的基礎上，車頭和車身側面加上大量黃色），车头和车尾商标统一使用“三汽”的商标，但文字由“三汽”改为“第三巴士”；由于车辆的前门外左侧、司机位窗口外下方及车内所有设施仍标有各公司的真正名称，令一般乘客非常容易出现混淆，故珍寶巴士和白马巴士在巴士車身側面玻璃印有「珍寶服務 與時進步」的公司口号以示區別。
随着广州市交通委员会改制为广州市交通运输局，以及组建广州市公共交通集团的原因，2010年代中期开始，除站牌标识和三汽公司改制前购置的车辆外，对外宣传已不再使用“第三巴士”名称；同时珍寶/白马巴士公司随着改制的原因改为使用珍寶/白马的标识，但较早期购入的天然气巴士则继续保留三汽公司的涂装。
2019年5月6日，第三巴士有关人员决议解散并进行清算；2020年4月17日，第三巴士公司正式被注销营业执照。